# مشاع دو رضاآباد
مشاع دو رضاآباد یک منطقهٔ مسکونی در ایران است که در دهستان رودبار (رودبار جنوب) در استان کرمان  نهمین شهر پر جمعیت ایران واقع شده‌است. مشاع دو رضاآباد ۱۲۸ نفر جمعیت دارد.